# Zeromancer
Gli Zeromancer sono un gruppo musicale industrial rock norvegese attivo dal 1999.

## Il nome
Il nome del gruppo deriva dalla combinazione dei libri Meno di zero (Less than Zero) di Bret Easton Ellis e Neuromante (Neuromancer) di William Gibson.

## Storia del gruppo
Il nucleo del gruppo deriva da un altro gruppo, gli Seigmen, scioltosi nel 1999: Kim Ljung e Erik Ljunggren hanno contattato a Los Angeles Alex Møklebust e Noralf Ronthi, con i quali hanno formato gli Zeromancer. Nel marzo 2000 viene pubblicato il primo album Clone Your Cover. Nel 2001 esce Eurotrash, che contiene una cover del brano Send Me an Angel del gruppo australiano Real Life.
Nell'autunno 2003 esce il terzo disco Zzyzx. Il titolo è tratto dal bizzarro nome di una località della California. Dopo la pubblicazione di questo disco, Chris Schleyer lascia il gruppo per collaborare con gli A Perfect Circle. Il gruppo subisce un'altra modifica nella formazione con l'addio di Erik Ljunggren, sostituito da Lorry Kristiansen. Kim Ljung crea un progetto solista chiamato Ljungblut, che ha visto l'artista collaborare con Dan Heide in un doppio CD. Dopo questo periodo di progetti paralleli, il gruppo torna a pubblicare nel febbraio del 2009 con un nuovo album dal titolo Sinners International. Nel marzo 2010 esce il quinto album in studio. Nel gennaio 2013 è la volta del sesto album Bye-Bye Borderline.
I primi cinque album sono stati pubblicati dall'etichetta Cleopatra.

## Formazione
Attuale
- Alex Møklebust – voce (dal 1999)
- Kim Ljung – basso, cori (dal 1999)
- Noralf Ronthi – batteria (dal 1999)
- Dan Heide – chitarra (dal 2003)
- Lorry Kristiansen – tastiere, programmazioni (dal 2003)

Ex membri
- Chris Schleyer - chitarra (1999-2003)
- Erik Ljunggren - tastiere, programmazioni (1999-2003)

## Discografia
Album
- 2000 - Clone Your Lover
- 2001 - Eurotrash
- 2003 - Zzyzx
- 2009 - Sinners International
- 2010 - The Death of Romance
- 2013 - Bye-Bye Borderline